# تپچه
تپچه (به صربی: Tepeče) یک منطقهٔ مسکونی در صربستان است که در کرالیفو واقع شده‌است.